# Thomas Heatherwick
Thomas Alexander Heatherwick (* 17. únor 1970 Londýn) je anglický designér, architekt, umělec, sochař a zakladatel londýnského studia Heatherwick Studio.

## Život
Heatherwick se narodil v Londýně 17. února 1970. Po základní škole ve Wood Green v severním Londýně navštěvoval soukromou školu Sevenoaks v Kentu. Navštěvoval také školu Rudolfa Steinera v obci Kings Langley v Hertfordshire, která klade důraz na zahrádkářství, ruční práce a speciální formu performativního umění zvanou eurythmy. Studoval trojrozměrný design na Manchester Polytechnic a Royal College of Art (RCA). Ve svém posledním ročníku na RCA v roce 1994 se Heatherwick setkal s designérem Terencem Conranem. Po absolvování RCA v roce 1994 založil Heatherwick Studio.

## Projekty
| Název                      | Fotografie     | typ                                                                 | postaveno/odstraněno               | město               | Poznámky |
| -------------------------- | -------------- | ------------------------------------------------------------------- | ---------------------------------- | ------------------- | --- |
| The Rolling Bridge         |                | lávka                                                               | 2004                               | Londýn              | V roce 2005 získal most ocenění British Structural Steel Design Award. V zábradlí je vestavěný hydraulický systém, díky kterému se most může složit do osmiúhelníkového tvaru o průměru cca 6m.                                          |
| East Beach Cafe            |                | kavárna                                                             | 2005                               | Littlehampton       | Kavárna získala v roce 2008 národní cenu RIBA . |
| B of the Bang              |                | socha                                                               | 2005/2009                          | Manchester          | Na konstrukci bylo identifikováno několik problémů. Později se špička jednoho z hrotů oddělila a spadla na zem. |
| Britský Pavilon Expo       |                | pavilon                                                             | 2010                               | Šanghaj             | Britský pavilon získal ocenění RIBA International Award , RIBA Lubetkin Prize a London Design Medal. |
| Autobus New Routemaster    |                | autobus                                                             | 2010                               | Londýn              | Kritici poukázali na velmi vysoké náklady a časté problémy způsobené konstrukcí, včetně nadměrných teplot pro cestující v létě. |
| Olympijský kotel           |                | kotel pro olympijský plamen v Londýně 2012                          | 2012                               | Londýn              | |
| The Hive                   |                | výukové centrum                                                     | 2015                               | Singapur            | V roce 2015 stavba získala britskou cenu Precast „Creativity in Concrete“ od společnosti Concrete Society. |
| Bombay Sapphire Distillery |                | design lihovaru                                                     | 2014                               | Hampshire           | Transformace pětiakrového areálu zahrnovala rekonstrukci 300 let staré papírny a restaurování 23 stávajících budov. |
| Coal Drops Yard            |                | veřejný prostor a maloobchod                                        | 2018                               | Londýn              | Rekonstrukce dvou budov z roku 1850 využívaných k přijímání nákladu přicházejícího ze severu Anglie. Coal Drops Yard byl schválen plánováním v prosinci 2015 a byl dokončen v říjnu 2018.                                                |
| Zeitz MOCAA                |                | přestavba obilného sila na muzeum                                   | 2017                               | Kapské město        | |
| Vessel                     |                | vyhlídka                                                            | 2016                               | New York            | Struktura je ve formě sítě zámkových schodišť, na která mohou návštěvníci vylézt, a její design byl inspirován starověkými stepwells v Indii. Má 2 500 schodů ve 154 schodištích, což odpovídá 15 podlažím, a má 80 vyhlídkových plošin. |
| Centrála Google            |                | spolupráce na projektu budov ústředí společnosti                    | 2016                               | Mountain View       | |
| 1 000 stromů               | [ Poznámky 1 ] | obchodní a kancelářské prostory, místa konání akcí, galerie a hotel | 1. fáze se bude stavět v roce 2021 | Šanghaj             | |
| Blue Carpet /modrý koberec |                | dlažba ve tvaru koberce                                             | 2002                               | Newcastle upon Tyne | Převrácené lavičky se staly běžným terčem vandalů a jsou často oploceny, zatímco se čeká na opravu. Oblast byla také poškozena žhářským útokem v roce 2001, jehož oprava stála 10 000 liber.                                             |
| Paternoster Vents          |                | socha/plastika z nerezové oceli                                     | 2002                               | Londýn              | Socha zajišťuje větrání podzemní elektrické rozvodny. |